# Eranthemum roseum
Eranthemum roseum är en akantusväxtart som beskrevs av Robert Brown. Eranthemum roseum ingår i släktet Eranthemum och familjen akantusväxter. Inga underarter finns listade i Catalogue of Life.